# Большой Хильвет
Подземная мечеть Хильвет (встречается написание Кылует; каз. Қылует жер асты мешіті), также Большой Хильвет (каз. Үлкен Қылует) — хильвет, памятник истории и архитектуры XII века в городе Туркестане, в 150 м к югу от мавзолея Ходжи Ахмеда Ясави, на территории туркестанского некрополя. С 1982 года входит в список памятников истории и культуры Казахстана республиканского значения.
Слово «хильвет» происходит от араб. خَلْوَةٌ‎ — «место уединения». Появление хильвета (подземной кельи) в Туркестане связывают с деятельностью Ахмеда Ясави, который по разным источникам в 62 или 63 года спустился под землю и прожил там остаток жизни. В частности, известно, что во время этого уединения им якобы был написан сборник религиозно-нравственных стихов «Хикмет», Мират-уль-Кулуб, Пакырнама и другие работы.

## Архитектура
В начале 1940-х годов, во время Великой Отечественной войны хильвет был разобран на кирпич для строительства Туркестанского маслозавода, при этом сохранилась лишь наиболее древняя часть постройки. Архитектурно-археологическое обследование хильвета, а также макет сооружения сделанный в 1941 году, позволяют реконструировать памятник, который представлял собой полуподземную обширную, неправильной формы постройку с плоской кровлей. В том же месте она был восстановлена в 1942 году по макету архитектора А. Л. Шмидта. В результате археологических исследований, проведённых учёными Таисией Сениговой в 1972—1973 годах и Ерболатом Смагуловым в 1979 году, было определено типичное для XV—XVI веков местонахождение подземной мечети.
Расположенная на высоте 228 м над уровнем моря подземная мечеть, находящаяся наполовину под землёй, в своё время состояла из 18 помещений. Постройка неправильной формы с плоской кровлей. Глухие фасады здания были оштукатурены глиняным раствором. Постройка имела 2 входа, один, главный, с южного фасада, другой — хозяйственный — с запада. Здание хильвета состояло из ряда функционально различных помещений: для молитв, для круглосуточного пребывания паломников, для ритуальных омовений, хозяйственные помещения. Обследования памятника позволили выявить несколько этапов сложения постройки.
Наиболее древняя часть — гар (XII в.). Это небольшая комнатка, устроенная под землей, размерами 1,5×1,5 м на глубине около 4 м. Стены и свод выложены квадратным кирпичом. Свод, высотой 1,6 м от пола, выложен архаичной системой кладки — «балхи». В стенах небольшие ниши для светильников. Пол глиняный, устлан камышовой циновкой.
Гар посредством винтовой лестницы связан с молельным залом, представляющим полуподвальное квадратное в плане помещение со стороной 5 метров. Стены кирпичные, перекрытие балочное типа «вассы». Средняя балка перекрытия поддерживается 8-гранной деревянной колонной. В западной стене небольшая ниша — михраб. Пол выстлан квадратным кирпичом. Вход в молельный зал осуществлен из общего зала, представляющего собой обширное помещение прямоугольной формы, вытянутое в направлении восток-запад. Балки перекрытия опираются на многочисленные деревянные колонны. В потолке имеются вентиляционные отверстия — «шанырак». Средняя часть помещения перекрыта бутафорным деревянным куполом, обмазанным глиняным раствором.
Вдоль стен устроены низкие суфы, на которых отдыхали паломники. Большую декоративную нагрузку интерьера несли колонны. Резьба колонн характеризуется особым туркестанским стилем. Часть этих колонн в настоящее время экспонируется в Ташкентском музее искусств. Как показали археологические исследования, малый зал, общий зал и тааратхана представляют собой второй этап строительства хильвета, относящийся к XV—XVI векам, другие пристройки осуществлялись в XVIII—XIX векам.